# カケオチのススメ
『カケオチのススメ』は、1995年7月3日から9月11日まで、テレビ朝日系『月曜ドラマイン』枠で放送されたテレビドラマ。主演は長瀬智也。

## キャスト
- 恵比須保：長瀬智也
- 鴬谷由比：永作博美
- 巣鴨吾郎：内藤剛志
- 御徒町雛子：宝生舞
- 鴬谷正二：ピエール瀧
- 品川巻子：香坂みゆき
- 恵比須斗一郎：森本レオ

## スタッフ
- 脚本：遠藤察男
- 主題歌：美裕リュウ「ひとりぼっちの僕たち」
- 挿入歌：hitomi「GO TO THE TOP」
- 技斗：東山茂幸
- 音響効果：4-Legs
- 技術協力：池田屋、IMAGICA
- 照明協力：プログレッソ
- 美術協力：未来企画
- 演出：多田羅敬二、佐藤けんこう
- プロデューサー：多田羅敬二、五十嵐文郎
- 製作：テレビ朝日、T's Co.,Ltd.

## 放送日程
| 各話   | 放送日  | サブタイトル         |
| ------ | ------- | -------------------- |
| 第1話  | 7月03日 | 愛ってナンコ?        |
| 第2話  | 7月10日 | 夢ってナアニ?        |
| 第3話  | 7月17日 | エッチより大切なコト |
| 第4話  | 7月24日 | あきらめきれない     |
| 第5話  | 7月31日 | お金がない!          |
| 第6話  | 8月07日 | 愛なんて嘘っぱち     |
| 第7話  | 8月14日 | ひとりぼっちの恋人?  |
| 第8話  | 8月21日 | 別れ別れのカップル!? |
| 最終話 | 9月11日 | 愛はイッコです!      |

## ネット局
| 放送対象地域  | 放送局           | 系列           | 備考               |
| ------------- | ---------------- | -------------- | ------------------ |
| 関東広域圏    | テレビ朝日       | テレビ朝日系列 | 制作局             |
| 北海道        | 北海道テレビ     | テレビ朝日系列 |                    |
| 青森県        | 青森朝日放送     | テレビ朝日系列 |                    |
| 宮城県        | 東日本放送       | テレビ朝日系列 |                    |
| 秋田県        | 秋田朝日放送     | テレビ朝日系列 |                    |
| 山形県        | 山形テレビ       | テレビ朝日系列 |                    |
| 福島県        | 福島放送         | テレビ朝日系列 |                    |
| 新潟県        | 新潟テレビ21     | テレビ朝日系列 |                    |
| 長野県        | 長野朝日放送     | テレビ朝日系列 |                    |
| 静岡県        | 静岡朝日テレビ   | テレビ朝日系列 |                    |
| 石川県        | 北陸朝日放送     | テレビ朝日系列 |                    |
| 中京広域圏    | 名古屋テレビ     | テレビ朝日系列 |                    |
| 近畿広域圏    | 朝日放送         | テレビ朝日系列 | 現・朝日放送テレビ |
| 広島県        | 広島ホームテレビ | テレビ朝日系列 |                    |
| 山口県        | 山口朝日放送     | テレビ朝日系列 |                    |
| 香川県 岡山県 | 瀬戸内海放送     | テレビ朝日系列 |                    |
| 愛媛県        | 愛媛朝日テレビ   | テレビ朝日系列 |                    |
| 福岡県        | 九州朝日放送     | テレビ朝日系列 |                    |
| 長崎県        | 長崎文化放送     | テレビ朝日系列 |                    |
| 熊本県        | 熊本朝日放送     | テレビ朝日系列 |                    |
| 大分県        | 大分朝日放送     | テレビ朝日系列 |                    |
| 鹿児島県      | 鹿児島放送       | テレビ朝日系列 |                    |